# Војислав Манојловић
Војислав Манојловић (Бања, код Аранђеловца, 11. јануар 1925 — 1944), учесник Народноослободилачке борбе и народни херој Југославије.

### Биографија
Рођен је 11. јануара 1925. године у селу Бања, код Аранђеловца.
Пре Другог светског рата се бавио земљорадњом.
Члан Савеза комунистичке омладине Југославије (СКОЈ) је од 1942. године.
Учесник Народноослободилачке борбе је од 1943. године.
Налазио се на функцији борца-пушкомитраљесца и заменика командира Треће чете Трећег батаљона у Трећој српској пролетерској ударној бригади.
Погинуо је 14. септембра 1944. године, у борби против четника, на сектору Гаглово-Капиџија, код Великог Шиљеговца
Још за живота, почетком септембра 1944. године, одлуком Председништва АВНОЈ-а, одликован је Орденом партизанске звезде трећег реда, а за народног хероја, постхумно је проглашен 12. јануара 1945. године.